# سكوت برادي
سكوت برادي (بالإنجليزية: Scott Brady)‏ مواليد 13 سبتمبر 1924 في بروكلين، الولايات المتحدة - الوفاة 16 أبريل 1985 في لوس أنجلوس، هو ممثل أمريكي بدأ مسيرته الفنية سنة 1948. امتدت مسيرته الفنية لأكثر من 36 عاما.

## الأعمال
- بورت أوف نيويورك
- جوني غيتار
- جريملينز

## روابط خارجية
- سكوت برادي على موقع IMDb (الإنجليزية)
- سكوت برادي على موقع ألو سيني (الفرنسية)
- سكوت برادي على موقع ميوزك برينز (الإنجليزية)
- سكوت برادي على موقع أول موفي (الإنجليزية)
- سكوت برادي على موقع قاعدة بيانات برودواي على الإنترنت (الإنجليزية)
- سكوت برادي على موقع قاعدة بيانات الأفلام السويدية (السويدية)
- سكوت برادي على موقع إن إن دي بي (الإنجليزية)
- سكوت برادي على موقع قاعدة بيانات الفيلم (الإنجليزية)
- سكوت برادي على موقع كينوبويسك (الروسية)